# Mocker (Orgelbauerfamilie)
Mocker (auch Mockert) war eine deutsche Orgelbauerfamilie, die von um 1690 bis um 1790 in Langenstein, Roßleben, Halberstadt und Nordhausen in Sachsen-Anhalt und Thüringen tätig war.

## Geschichte

### Johann Christoph Mocker I.
Johann Christoph Mocker I. wurde in Langenstein geboren. Sein Vater war Kantor in Langenstein. Um 1690 war er als Hoforgelbauer in Halberstadt tätig, ab 1717 war er wieder in seiner Heimatstadt Langenstein ansässig.
Von seinen Tätigkeiten ist nur eine Reparatur in Trautenstein bekannt, die er 1717 durchführte.

### Johann Georg Mocker
Johann Georg Mocker wurde 1665 geboren und starb 1733 in Langenstein, seine Beisetzung war am 3. März 1733. Er war vermutlich ein Bruder von Johann Christoph Mocker I.
Von ihm ist ebenfalls nur einer Reparatur bekannt, die 1721 in Hüttenrode durchgeführt wurde.

### Hieronymus Mocker
Hieronymus Mocker war in Roßleben ansässig, weitere Lebensdaten sind unbekannt. Er war vermutlich entweder ebenfalls ein Sohn von Johann Christoph Mocker I. oder dessen Bruder.

### Johann Christoph Mocker II.
Johann Christoph Mocker II. wurde um 1689 in Langenstein geboren und starb am 6. November in Roßleben. Er war der Sohn von Johann Christoph Mocker I.

### Andreas Mocker
Johann Andreas Mocker wurde 1708 in Langenstein geboren und starb nach 1777. Sein Vater war Johann Georg Mocker. Er war nachweislich von 1734 bis 1777 in Nordhausen als Orgelbauer tätig.

### Christoph Mocker
Christoph Mocker wurde um 1720 geboren und starb um 1790. Johann Christoph Mocker II war vermutlich sein Vater. Er war in Roßleben ansässig.

### Johann Friedrich Mocker
Johann Friedrich Mocker wurde um 1752 geboren und starb 1805 in Nordhausen.
Von ihm ist nur bekannt, dass er 1777 in St. Maria auf dem Berg, Nordhausen die Orgel reparierte.

## Werke (Auswahl)
Ein großes „P“ steht für ein selbstständiges Pedal, ein kleines „p“ für ein angehängtes Pedal. Eine Kursivierung zeigt an, dass die betreffende Orgel nicht mehr erhalten ist oder lediglich noch der Prospekt aus der Werkstatt stammt.

### Hieronymus Mocker
| Jahr | Ort      | Gebäude     | Bild | Manuale | Register | Bemerkungen |
| ---- | -------- | ----------- | ---- | ------- | -------- | ----------- |
| 1728 | Roßleben | St. Andreas |      | II/P    | 19       | Neubau      |

### Andreas Mocker
| Jahr | Ort          | Gebäude                 | Bild | Manuale | Register | Bemerkungen                                      |
| ---- | ------------ | ----------------------- | ---- | ------- | -------- | ------------------------------------------------ |
| 1734 | Schwenda     | St. Cyriaki und Nicolai |      | II/P    | 21       | Neubau                                           |
| 1742 | Sülzhayn     | St. Katharina           |      |         |          | Neubau                                           |
| 1747 | Ködderitzsch | Dorfkirche              |      | I/P     | 9        | Neubau, zusammen mit Johann Christoph Mocker II. |
| 1772 | Nienstedt    | St. Laurentius          |      |         |          | Neubau                                           |

### Christoph Mocker
| Jahr | Ort       | Gebäude    | Bild | Manuale | Register | Bemerkungen |
| ---- | --------- | ---------- | ---- | ------- | -------- | ----------- |
| 1790 | Spielberg | Dorfkirche |      | I/P     | 8        | Neubau      |